# Georg Stüve
Georg Heinrich Friedrich Stüve (* 8. September 1888 in Gadebusch, Mecklenburg; † 21. Februar 1935 in Berlin) war ein deutscher Physiker und Meteorologe.

## Leben und Wirken
Stüve studierte Physik, Mathematik und Chemie an den Universitäten München und Kiel, u. a. bei Leonhard Weber. In Kiel promovierte er 1914 mit einer Arbeit über photometrische Messungen des Himmels.
Stüve war zunächst im Aeronautischen Observatorium Lindenberg tätig und dann von 1924 bis 1935 Leiter der Wetterdienststelle Frankfurt am Main. Die wissenschaftlichen Betätigungsfelder waren Thermodynamik und Dynamik der Erdatmosphäre. Sein Name verbindet sich mit dem Stüve-Diagramm, das für die Auswertung aerologischer Aufstiege benutzt wird.